# Моята вечна любов
Моята вечна любов (на испански: Mi amor sin tiempo) е мексиканска теленовела, режисирана от Луис Едуардо Рейес, Нелиньо Акоста и Ерик Аройо и продуцирана от Карлос Морено Лагийо за ТелевисаУнивисион през 2024 г. Версия е на мексиканската теленовела Три жени, създадена от Марта Карийо и Кристина Гарсия през 1999 г., които я преработват.
В главните роли са Карла Ескивел, Андрес Байда, Летисия Калдерон, Хуана Ариас, Мане де ла Пара и Алехандро Камачо.

## Сюжет
Историята проследява живота на три жени от едно и също семейство, които, намирайки се в различни етапи от своя живот, попадат в подобни любовни ситуации. И трите имат привидно стабилни връзки, но когато истинската любов се появява в живота им, това ги кара да предизвикат себе си и да направят неща, които никога не са си представяли, дори да противоречат на нормите на обществото, към което принадлежат.

## Актьори
- Летисия Калдерон – Грета
- Карла Ескивел – Фатима
- Хуана Ариас – Барбара
- Мане де ла Пара – Даниел
- Андрес Байда – Себастиан
- Майкъл Ронда – Адриан
- Ерик дел Кастийо – Алваро
- Алехандро Камачо – Федерико
- Хосе Елиас Морено – Гонсало
- Алма Делфина – Хесуса
- Кариме Лосано – Рената
- Лус Мария Херес – Ана
- Йоланда Вентура – Лусия
- Федерико Айос – Пабло
- Маурисио Абуларах – Марио
- Алехандра Абреу – Верана
- Дамяна Бех – Триана
- Андреа де Фатима – Бренда
- Дения Агалиану – Карла
- Рафаела Бигора – Мака

## Премиера
Премиерата на „Моята вечна любов“ е на 15 юли 2024 г. по Las Estrellas. Последният 80 епизод е излъчен на 1 ноември 2024 г.
| Година | Излъчване                 | Брой епизоди | Премиера       | Премиера         | Финал             | Финал            |
| Година | Излъчване                 | Брой епизоди | Дата           | Зрители (в млн.) | Дата              | Зрители (в млн.) |
| ------ | ------------------------- | ------------ | -------------- | ---------------- | ----------------- | ---------------- |
| 2024   | понеделник – петък, 18:30 | 80           | 15 юли 2024 г. | 2.14             | 1 ноември 2024 г. | 2.18             |

## Продукция
През декември 2023 г. е съобщено, че Карлос Морено ще продуцира нова адаптация на теленовелата Три жени. През април 2024 г. е обявено заглавието на теленовелата. На 2 май 2024 г. Летисия Калдерон е потвърдена за една от главните роли. Записите на теленовелата започват на 6 май 2024 г. Седмица по-късно се състои церемония по освещаване, на която е обявена останалата част от актьорския състав.

## Награди и номинации
- Награди „Проду“

| Година | Категория                   | Резултат   |
| ------ | --------------------------- | ---------- |
| 2024   | Най-добра кратка теленовела | Номинирана |

## Версии
- Три жени, мексиканска теленовела, създадена от Марта Карийо и Кристина Гарсия, режисирана от Раул Араиса, Густаво Ернандес, Хулиан Пастор и Лоренсо де Родас, чиято първа част е продуцирана от Хосе Рендос, а втората – от Роберто Ернандес Васкес за Телевиса през 1999 – 2000 г., с участието на Ерика Буенфил, Кариме Лосано, Норма Ерера, Алексис Аяла, Хорхе Салинас и Педро Армендарис мл.